# Olivia (película de 1951)
Olivia es una película francesa de 1951 dirigida por Jacqueline Audry y basada en la novela semiautobiográfica de 1950 del mismo nombre de Dorothy Bussy. Se le ha llamado un "hito de la representación lésbica ".

## Trama
A finales del siglo XIX, Olivia, una adolescente inglesa, llega a una escuela en Francia. Olivia encuentra consuelo en la escuela, que difiere mucho de su antiguo internado inglés restrictivo, ya que allí las estudiantes y profesoras son acogedoras.
Las alumnas de la escuela se posicionan en dos bandos: las que están con la directora, Mademoiselle Julie y las que siguen a Mademoiselle Cara, una inválida emocionalmente manipuladora y obsesionada con Julie.
Olivia se convierte inmediatamente en la favorita de Mademoiselle Cara, quien le muestra un álbum de fotografías lleno de fotografías de la historia de la escuela. Cuando Olivia admira a una chica de las fotografías, Laura, Cara se enoja. Otra alumna le explica más tarde que antes de irse, Laura había sido la alumna favorita de Julie. Más tarde, Olivia escucha a Julie leer Andrómaca y comienza a enamorarse de ella.
Julie lleva a Olivia a París, donde Olivia se obsesiona con ella. Laura se une al grupo y Olivia le pregunta si está enamorada de Julie, a lo que responde que la ama pero no está enamorada. Más tarde, Mlle Cara acusa a Julie de no amarla y ser negligente. Julie besa a Olivia en la frente antes de dormir, pero Olivia responde con un beso apasionado en las manos de Julie.
Cerca de Navidad, Laura vuelve a dejar la escuela, le confiesa a Olivia que no puede soportar los celos de Julie y le advierte a Olivia que tenga cuidado. Sin embargo, nada más irse, Olivia acude a Julie y le dice que la ama.
En el baile de Navidad, Julie besa a otra alumna frente a Olivia y luego promete visitarla esa noche con dulces, pero no lo hace. Olivia, decepcionada, llora hasta dormirse en la habitación de Julie, donde Cara la descubre y la ataca físicamente. Cara acusa a Olivia de ser una decepción y, cuando Julie entra y las ve peleando, Cara la acusa de entrar en la habitación de las chicas por la noche. Tras la pelea, Julie decide dejar la escuela y dejar a Olivia al cuidado de Mlle Cara.
La noche antes de partir, Julie le confiesa su amor a Olivia, pero luego regresa para decirle que Cara ha muerto por una sobredosis de cloral. Julie está devastada y afirma que Cara es la única persona a la que realmente amó. Al final, vemos a Olivia alejándose en un carruaje, lo que sugiere que Julie también cumplió su promesa de abandonar la escuela.

## Reparto
- Edwige Feuillère como Mlle. Julie
- Simone Simon como Mlle. Cara
- Marie-Claire Olivia como Olivia Dealey
- Yvonne de Bray como Victoire
- Suzanne Dehelly como Mlle. Dubois
- Marina de Berg como Mimi
- Lesly Meynard como Frau Riesener
- Danièle Delorme como Una antigua alumna
- Rina Rhéty como Signorina
- Tania Soucault como Georgie
- Elly Norden como Laura
- Nadine Olivier como Cecile

## Premio
Por su papel como Mlle. Julie, Edwige Feuillère fue nominada al premio BAFTA a la mejor actriz extranjera en 1952.